# 王彌祿
王彌祿（英語：Casimir Wang Mi-lu；1943年1月24日—2017年2月14日；教會文件：王覓錄；原名：王泰；聖名：加西彌祿），是天主教中國籍地下教會主教，不獲中國政府承認。曾任秦州教區第二任正權主教。（1981年-2003年）

## 生平

### 早年生活
王泰出生於1943年1月24日，在甘肅省甘谷縣大像山鎮的教友家庭，第三任秦州教區正權主教王若望為其弟弟，另一名弟弟為神父，一名妹妹為修女。1956年，進入天水聖心修院學習。文化大革命期間，王泰修士被批鬥及被捕，且判處3年徒刑。文革後，王泰修士獲釋及參與范學淹主教起草的《羅馬教會綱領》，且向中國各地寄發。1980年5月13日，王彌祿由河北省保定教區地下教會主教範學淹祝聖為司鐸。

### 牧職
1981年2月20日，由保定教區主教范學淹秘密祝聖為秦州教區第二任正權主教，後獲得時任教宗若望保錄二世認可。
王主教受範學淹主教派遣在中國遴選忠於聖座的司鐸成為主教。先後祝聖甘肅蘭州總教區楊立柏、吉林四平街教區常振國、陝西漢中教區餘成悌、河北順德教區肖立人、河北趙縣教區王寵林和寧夏教區馬仲牧等為主教，並祝聖李新生為秦州教區助理主教。
1983年，他在北京因從事牧靈活動再次被捕，被判處10年有期徒刑。1993年出獄後，重新領導教區工作。-2003年7月24日，王彌祿主教受命辭職榮休，教區有8年處於教座出缺情況。但是，王主教一直繼續在教區傳教。
1985年2月27日，秦州教區輔理主教陸振聲在王主教位置[[甘肅甘谷縣的家中，秘密祝聖范忠良上海教區助理主教。
王主教曾因為向一位喇嘛傳教及為他受洗，而被誤傳為祝聖喇嘛為神職人員。不過，王主教榮休前後，曾接納幾位被其他教區或修院開除，或不被授予鐸職的修生及執事，當中大多是有婚姻史或疾病。

### 晚年
2011年8月19日，王主教的弟弟王若望神父獲時任教宗本篤十六世任命為秦州教區第三任正權主教，並隨即晉牧。
同年8月20日，當地公安人員帶走約30名地下教會團體成員，包括王若望主教、王彌祿榮休主教、前教區署理王若翰神父等多幾位神父及約20名信徒會長。他們被分開拘押於至少兩個地方。公安人向他們問話後，要求他們每天4小時參加學習班，並容許信徒會長們向家裡打電話。被拘留五天後，全部人獲釋。
王主教長期患有糖尿病和高血壓。2017年1月3日，王主教突發腦梗塞與肺炎住院治療，同月6日病情加重，病情在同月29日再次惡化，經多方搶救，醫治無效。於2017年2月14日零點55分，在中國甘肅省蘭州逝世，享年75歲。